# تریس مری‌گلد
تریس مری‌گُلد (به انگلیسی: Triss Merigold) یک شخصیت تخیلی، جادوگر و قهرمان زن سری رمان ویچر به نویسندگی آندژی ساپکوفسکی است.
در سریال ویچر ساختهٔ نتفلیکس، آنا شافر نقش تریس مری‌گلد را ایفا کرد.

## شخصیت
تریس نخستین بار در خون الف‌ها ظاهر شد. او از اندک اشخاصی است که در کائر مورهن با همدمی دیگر ویچرها روبرو می‌شود، جایی که او نخستین بار توسط ویچری به نام وزیمیر احضار شد.

## ظاهر
تریس دارای موهای بلند و کرکی به رنگ طلایی و چشمان آبی درشت است. او جادوگری بسیار لاغر است و کمر او ۲۲ اینچ اندازه دارد. او لباس‌هایی می‌پوشد که گردنش و متعاقباً زخم‌های روی گردنش را بپوشاند.